# Các bang Mã Lai chưa phân loại
Các bang Mã Lai chưa phân loại (tiếng Anh: Unfederated Malay States, tiếng Mã Lai: Negeri-negeri Melayu Tidak Bersekutu) là Mã Lai thời kỳ Đế quốc Anh trong thuộc địa ở bán đảo Mã Lai của Mã Lai gồm 5 tiểu bang (bao gồm Perlis, Kedah, Kelantan, Terengganu và Johor), mà còn bởi Anh bảo hộ nhưng không phải là một thành viên của các bang Liên bang Mã Lai. Ngoài Johor, bốn tiểu bang xung quanh Thái Lan ban đầu là chi Xiêm, và sau đó được đặt ở Anh vào năm 1909 do sự thay đổi chủ quyền. Nhìn chung, mức độ tự chủ của nhà nước Mã Lai nói chung cao hơn so với Liên bang Mã Lai.

## Lịch sử
Johor chấp nhận một hiệp ước bảo hộ với Vương quốc Anh vào năm 1885, và cuối cùng chịu khuất phục trước áp lực của Anh khi chấp nhận một "Cố vấn" thường trú vào năm 1914. Tuy nhiên, không giống như các quốc gia Mã Lai khác dưới sự bảo vệ của Anh, Johor vẫn ở bên ngoài Các bang Liên bang Mã Lai (được thành lập năm 1895).
Theo Hiệp ước Anh-Xiêm năm 1909, Xiêm chuyển quyền của mình đối với một số tiểu bang phía bắc Mã Lai (Kelantan, Terengganu, Kedah và Perlis) sang Vương quốc Anh. Những bang này sau đó trở thành các quốc gia được bảo hộ của Anh. Với sự hỗ trợ của Nhật Bản, họ tạm thời quay trở lại quyền tài phán của Thái Lan cho phần sau của Thế chiến thứ hai.

## Quản trị và ngôn ngữ
Giám đốc của chính quyền thực dân Anh là "Cố vấn". Trái ngược với các quốc gia Mã Lai liên kết, các quốc gia Mã Lai chưa được hưởng quyền tự chủ cao hơn. Các de facto ngôn ngữ chính thức của Các bang Mã Lai chưa phân loại (bằng văn bản với chữ cái Jawi).

Tiến hóa của Malaysia